# Mostra archeologica Etruschi a Parlascio
La mostra archeologica "Etruschi a Parlascio" è un'esposizione permanente ospitata a Casciana Terme che raccoglie i reperti rinvenuti nel territorio di Casciana Terme e di  Parlascio. 

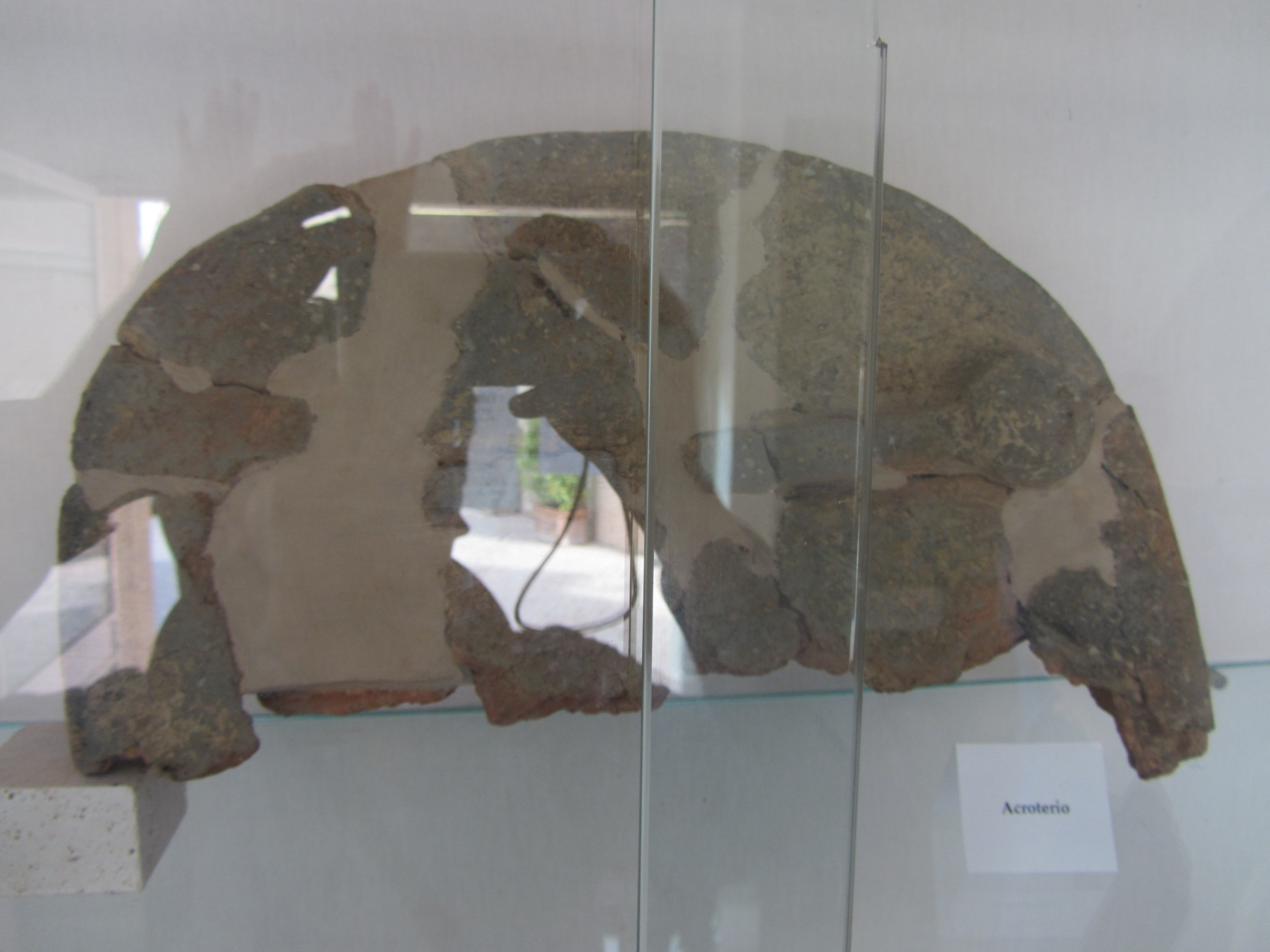
La decorazione con "clava di Hercle" (Ercole), dal tempio di Ercole di Parlascio.

Nel museo si trova un'antefissa decorata con la "clava di Hercle" (Ercole, eroe-divinità a cui sarebbe stato intitolato il tempio etrusco di Parlascio).
Si conservano nel museo anche altri oggetti di epoca preistorica e le collezioni private di Africano Paffi e della famiglia Bernardini.
La gestione è affidata al "Gruppo Archeologico Le Rocche".